# Tsuen Wan Line (métro de Hong Kong)
La ligne Tsuen Wan est une ligne du métro de Hong Kong. Elle traverse 16 stations de métro différentes.

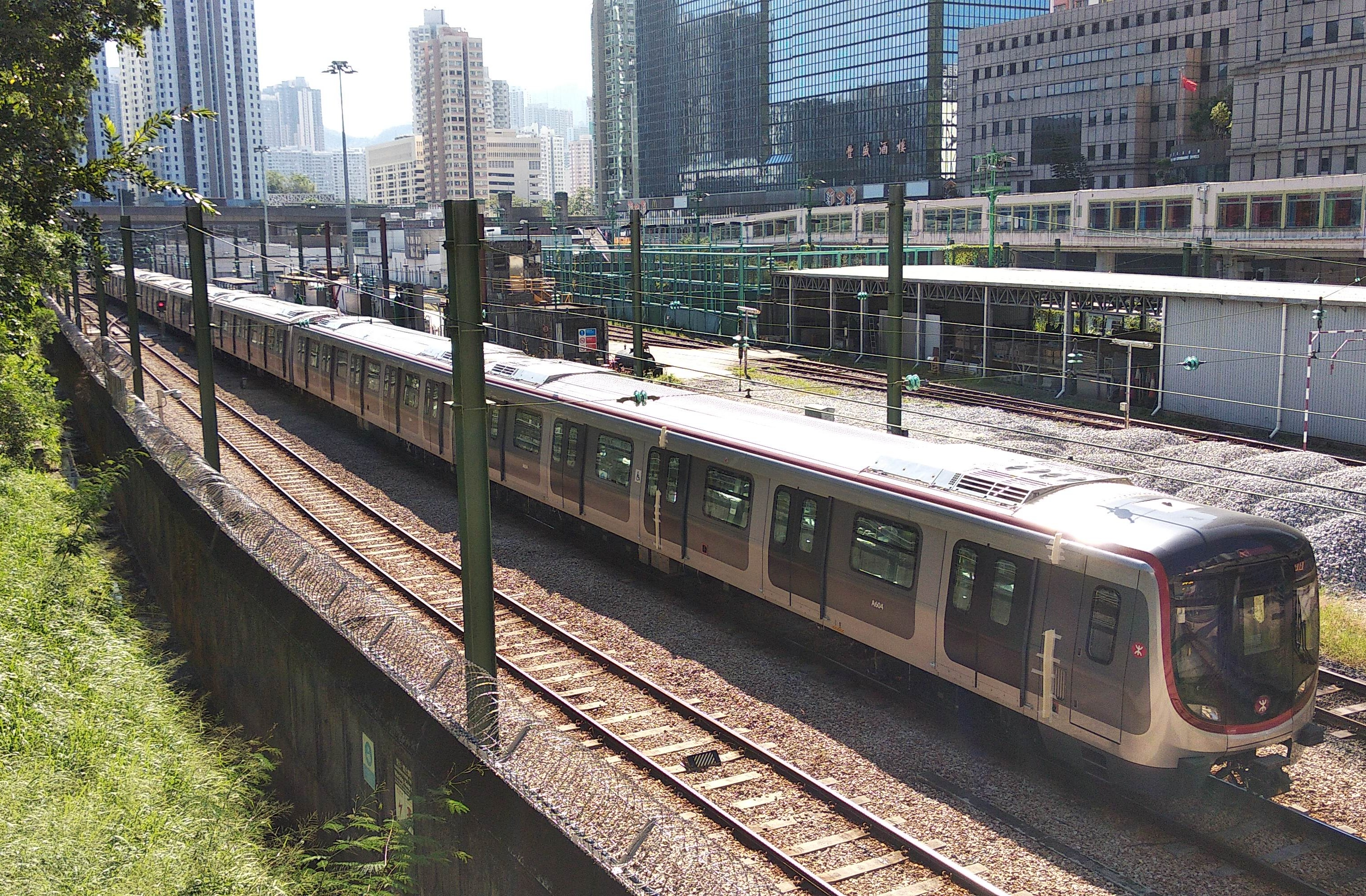
Une rame Q-Train en phase de test au dépôt de Tsuen Wan.

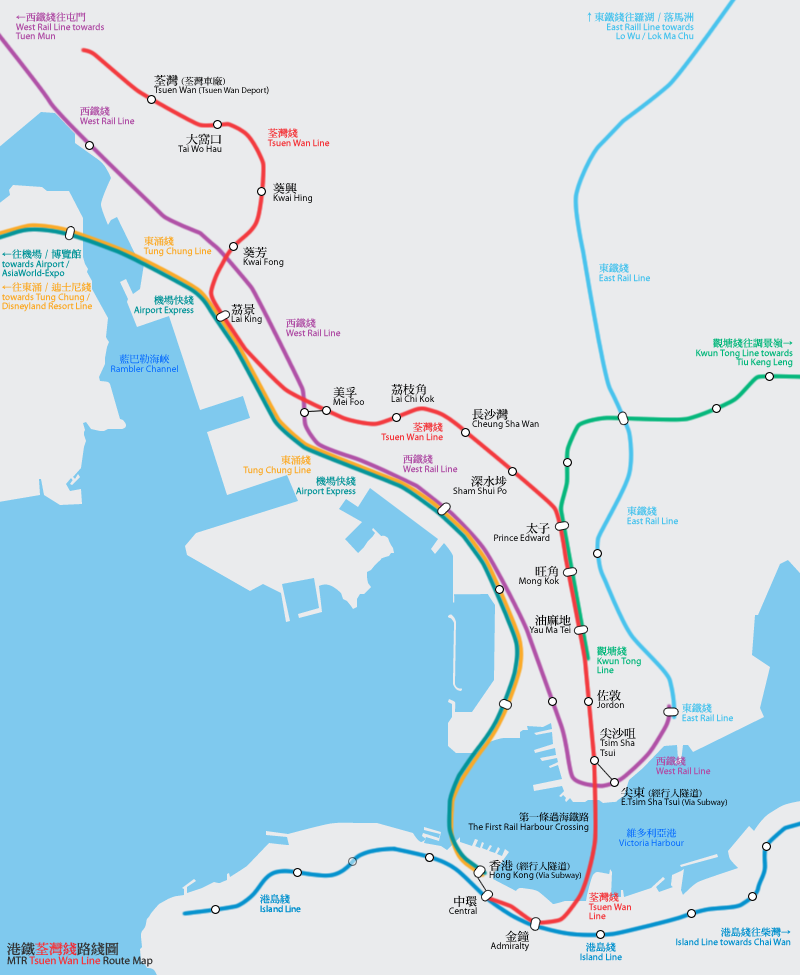
Carte de la ligne.